# 十二月党人起义

樞密院廣場上的十二月黨人起義

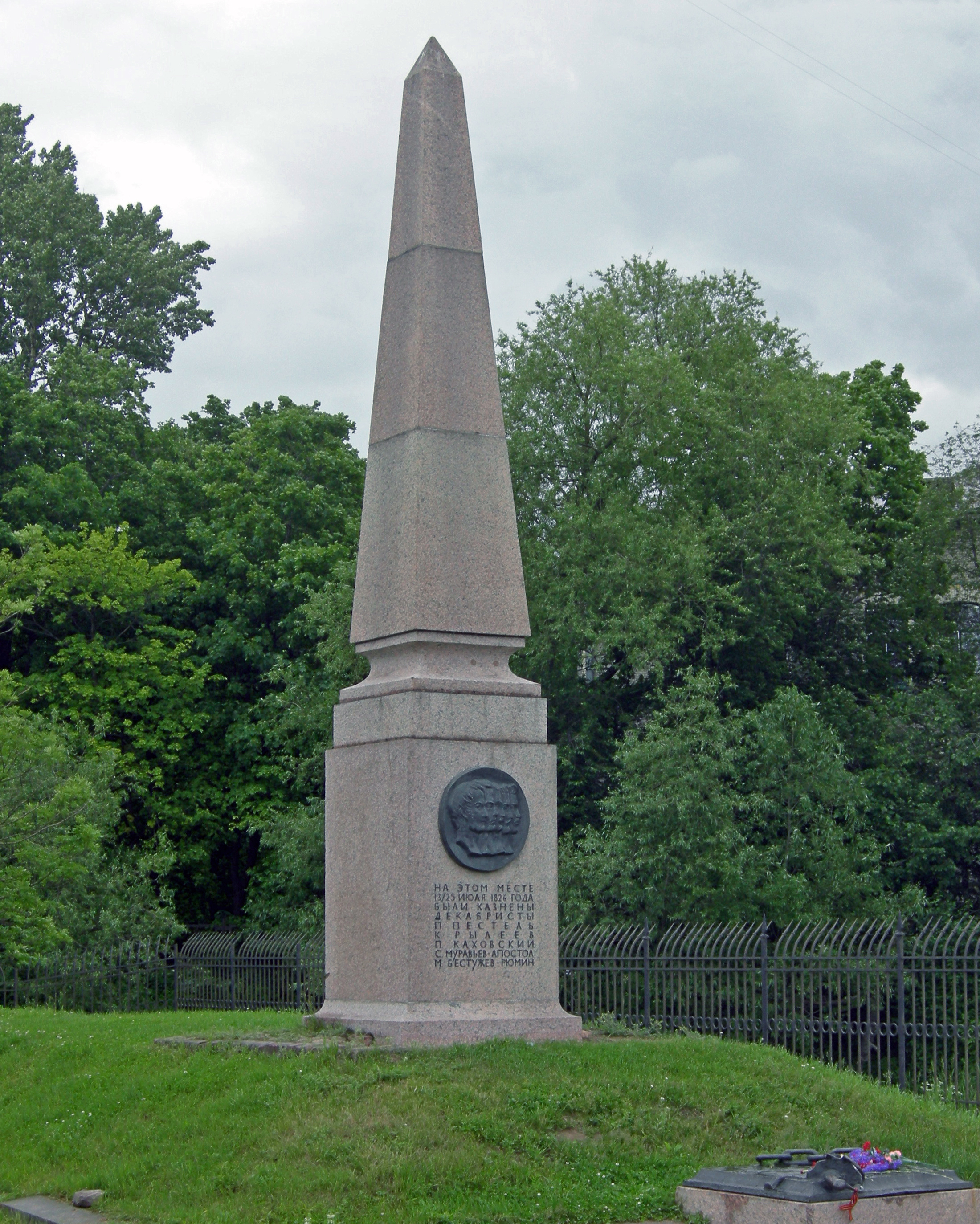

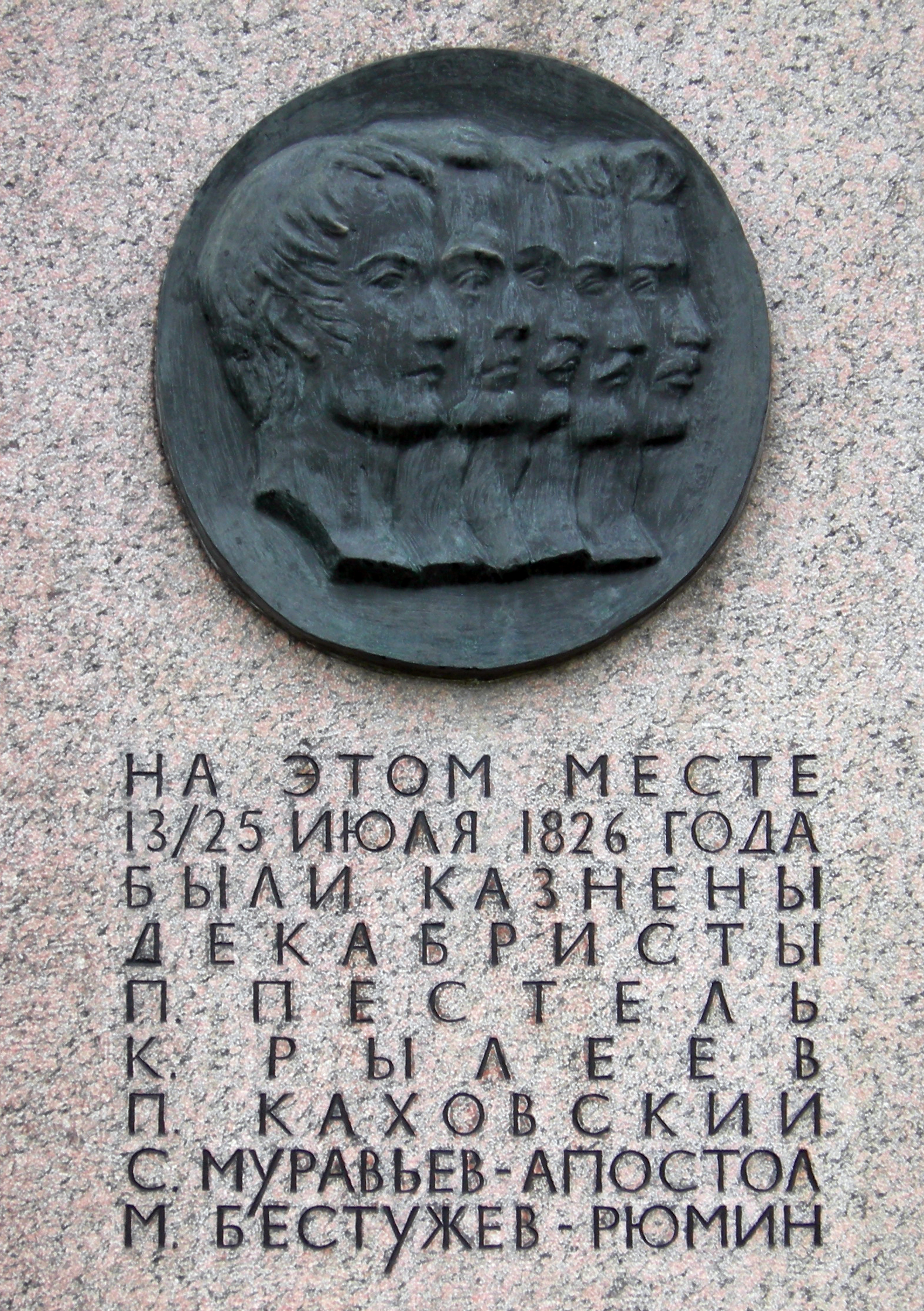

十二月黨人起義 （俄语：Восстание декабристов）是一場在1825年12月26日（儒略曆12月14日）發生，由俄國軍官率領3,000士兵針對帝俄政府的起義。由於這場革命發生於12月，因此有關的起義者都被稱為「十二月黨人」（Декабристы），而這次革命發生在聖彼得堡的樞密院廣場。在1925年，蘇俄為了紀念這場革命發生一百週年，樞密院廣場改名為「十二月黨人廣場」（Площадь Декабристов）。

## 背景
在18世紀末，19世紀初，俄羅斯受到歐洲的啟蒙思想及自由主義思潮的衝擊。尤其是法國大革命後的法蘭西第一帝國对俄国的影響最為深遠。俄國在奥斯特里茨战役慘敗於法國後，國內的自由主義思想更為高漲。
反法同盟最终打敗了拿破崙，在欧洲前線征戰的俄軍凱旋。战争期間，与法军作战的俄国官兵，看到了西歐的繁荣和先進，反觀自己的國家仍舊是落後不堪，開始對專制政府感到不滿。

## 組織
1816年，有一部份俄國軍人成立了「救濟同盟」，後來在1818年改組為「福祉同盟」。但基於政見不合，這個組織在1821年分裂為以軍官彼斯捷爾（Павел Пестель）為首，主張共和制的「南方同盟」和希望君主立憲，由軍官穆拉維約夫（Никита Муравьев）領導的「北方同盟」。1823年春，雙方協議共同發動武裝起義。

## 經過
1825年，沙皇亞歷山大一世駕崩。由於他無嗣，本應由其二弟康斯坦丁·巴甫洛維奇大公繼承皇位。在1820年，康斯坦丁大公與一波蘭貴婦成婚，他於1822年自願放棄皇位，但從法理上而言，該婚姻並不影響他的繼承權。他之所以不願繼承皇位是因為哥哥參與了謀殺父親保羅的陰謀，不願再登上那滴血的寶座。亞歷山大一世於1823年寫下密詔傳位給三弟尼古拉一世，知情者極少。在互相推辭了16天後，皇位繼承權落在了尼古拉一世的身上。12月26日，3,000官兵屯駐在樞密院廣場，宣布支持康斯坦丁嗣位，開始了武裝起義。翌日，尼古拉一世調動約一萬的士兵鎮壓起義軍，並逮捕了彼斯捷爾等人。後來，在1月10日，穆拉維約夫再次發動起義，但最終亦以失敗收場。

## 影響
雖然十二月黨人的起義以失敗告終，但亦敲響了俄國自由主義革命運動的鐘聲，同時亦引發大量有關自由主義的文學創作如列夫·托尔斯泰的《戰爭與和平》及普希金的詩作等。

## 外部連結
- 十二月党人同他们的妻子和诗歌[永久]
- 俄国革命的先驱——１２月党人